# Cuveglio
Cuveglio est une commune italienne de la province de Varèse dans la région Lombardie en Italie.

## Administration
| Période                                  | Période  | Identité        | Étiquette | Qualité  |
| ---------------------------------------- | -------- | --------------- | --------- | -------- |
| 8/6/2009                                 | En cours | Giorgio Piccolo |           | géomètre |
| Les données manquantes sont à compléter. |          |                 |           |          |

### Hameaux
La commune comporte plusieurs Hameaux dénommés, Canonica, Cavona, Vergobbio, Casa Bignes, Fornace, C.na Boffalora, Marianne, Sant'Anna, Monte Rossel